# Сеські (Білостоцький повіт)
Сеські (пол. Sieśki) — село в Польщі, у гміні Заблудів Білостоцького повіту Підляського воєводства.
Населення — 46 осіб (2011).
У 1975-1998 роках село належало до Білостоцького воєводства.

## Демографія
Демографічна структура станом на 31 березня 2011 року:
|          | Загалом | Допрацездатний вік | Працездатний вік | Постпрацездатний вік |
| -------- | ------- | ------------------ | ---------------- | -------------------- |
| Чоловіки | 25      | 3                  | 14               | 8                    |
| Жінки    | 21      | 2                  | 6                | 13                   |
| Разом    | 46      | 5                  | 20               | 21                   |